# Recubrimiento
Recubrimiento o revestimiento (o por su designación en inglés: coating) es un objeto que se vuelve a cubrir de  sustrato. En muchos casos son realizados para mejorar alguna(s) propiedades o cualidades de la superficie del sustrato, tales como aspecto, adhesión, características de mojado, resistencia a la corrosión, resistencia al desgaste, y resistencia a las ralladuras entre muchas otras. En otras ocasiones, particularmente en procesos de impresión y fabricación de dispositivos semiconductores (en los cuales el sustrato es un disco de material semiconductor), el recubrimiento es una parte esencial para la funcionalidad del producto terminado.
En otras palabras, se conoce como revestimiento la acción de cubrir una superficie, como una pared, con la finalidad de protegerla o, como en este caso, de decorarla. En definitiva, es una capa o cubierta que se coloca sobre una pared con fines decorativos, de protección u otros. Los revestimientos de paredes se pueden colocar tanto en paredes interiores como en espacios exteriores, como por ejemplo, fachadas de edificios, terrazas o jardines. 
Los recubrimientos son aplicados mediante procesos en forma de líquidos, gases o sólidos. Los recubrimientos pueden ser medidos y ensayados para verificar sus características y espesor de la película utilizando tarjetas para observación visual del color, opacidad o contraste (paletas o drawdown card).

## Funciones
Los recubrimientos pueden servir para permitir que la superficie tratada cumpla una serie de funciones. Por ejemplo: 
- La impresión de texto o motivos decorativos tales como en papel, telas o materiales de envoltura flexible.
- Permitir que la superficie adquiera propiedades autoadhesivas tales como las cintas, placas de identificación o material de embalaje.
- Conferirle a la superficie propiedades adhesivas al fundirse, tales como en el caso de sellos de vacío y sellos mediante aplicación de calor.
- Recubrimientos "desprendibles" tales como la cobertura de una cinta adhesiva doble o adhesivos de vinilo
- Recubrimientos con baja energía de superficie para funcionar como superficies no adherentes
- Propiedades ópticas tales como tinte, color, anti-reflexión, y holografías
- Fotosensitividad tales como en películas o papeles de fotografía
- Propiedades electrónicas tales como pasivado o conducción como en el caso de circuitos flexibles
- Propiedades magnéticas tales como en medios magnéticos tales como cintas de grabación de casetes y discos de memoria floppy
- Recubrimientos resistentes al agua o a prueba de agua, por ejemplo para telas o papel
- Propiedades odoríferas, como en cartones de raspar y oler...

## Lista de técnicas para aplicación de recubrimientos
Esta lista contiene un resumen de las técnicas de recubrimiento utilizadas en el ámbito de la ciencia de materiales. Las técnicas se pueden clasificar de la siguiente forma:

### Deposición química de vapor
- Deposición de vapor mediante procesos químicos organometálicos
- Deposición de vapor asistida por eyección electroestática (ESAVD)

#### Deposición física de vapor
- Deposición mediante arco catódico
- Deposición física de vapor mediante haz de electrones (EBPVD)
- Ion plating
- Deposición asistida por haz de iones (IBAD)
- Pulverización asistida por magnetrón

### Deposición mediante láser

#### Principios básicos del aporte de material mediante láser
El científico Sebastián González postuló: El procedimiento consiste en la fusión por láser de un polvo metálico sobre un substrato también metálico, formándose una cara en la que ambos están mezclados.
El aporte de material puede llevarse a cabo a la par que la aplicación del láser
o como deposición previa.
Si se predeposita el material antes de fundir, al aplicar el láser, el material
fundido más superficial se deslizará sobre el no fundido hasta llegar al substrato que
se funde actuando como disipador térmico permitiendo un endurecimiento rápido
del recubrimiento.
Si se aporta recubrimiento junto con el haz láser, una parte de la energía del haz
funde las partículas en suspensión y otra el substrato, por lo que la velocidad de
enfriamiento es del orden de los 104 K/s y la difusión del aporte en el substrato es
incluso menor que si se predeposita. Esto crea gradientes de temperatura entre el
frente de material fundido y el centro que provocan el movimiento del fluido y por
tanto la homogeneización del recubrimiento.

#### Tipos de láser empleados y parámetros del haz
Podemos distinguir dos tipos principales de láser según la geometría de la pieza
y el espesor del recubrimiento:
- Láseres de CO2 para grandes superficies de geometría regular y recubrimientos de varios milímetros de espesor.
- Láseres Nd-YAG con conducción del haz por fibra óptica para recubrimientos de precisión de menos de 1mm de espesor sobre superficies irregulares.

Bastan 0.1 s para que el revestimiento alcance la homogeneidad y solidifique,
formando una microestructura de grano fino y de características muy superiores a
las formadas en otros procesos de recubrimiento.
Los parámetros del haz que condicionan en el proceso de recubrimiento son:
- Longitud de onda:

Debe adecuarse a la absortividad del material de aporte de modo que el proceso
sea razonablemente eficiente.
- Potencia:

La energía mínima necesaria para fundir el recubrimiento sobre la superficie
base es de unos 100W/mm² lo que representa una potencia mínima del haz
de 2 kW. Una falta de potencia provoca una fusión incompleta del material y
un recubrimiento débil, un exceso de potencia da lugar a una fusión excesiva
del substrato base y la disolución en este del material de aporte. Un haz
continuo mejora la tasa de cobertura del material.
- Conducción del haz:

Para evitar posibles daños por salpicaduras se utilizan espejos en vez de lentes
porque permiten conseguir una mayor separación del haz aumentando la longitud
focal. Se emplean espejos oscilantes para conseguir un haz de distribución
de intensidad uniforme ya que influye en el espesor del recubrimiento.
Patrón de calentamiento:
La fuente de energía más apropiada para grandes recubrimientos de espesor
uniforme es aquella con una distribución amplia y regular del calor. Son
apreciables los efectos transitorios en el inicio y final del proceso lo quer
hace necesario un precalentamiento del material.
- Velocidad transversal:

La velocidad de recubrimiento es generalmente mayor que para tratamientos
térmicos superficiales ya que el material se aporta en forma de polvo. La
velocidad transversal en inversamente proporcional al espesor del recubrimiento.

#### Propiedades del material
La condición que han de cumplir el material de aporte y la pieza base para
poder aplicar esta técnica es que sean soldables. Debido a la rápida solidificación
del recubrimiento se forma entre este y la base una fuerte unión metálica aunque
con la mínima mezcla (< 5%) del material de aporte en el substrato base.
Los materiales de base más comunes son aceros al carbono, aleados, de herramienta
e inoxidables. También son válidas las aleaciones de aluminio, magnesio,
hierro y superaleaciones de base níquel.
Los materiales de aporte más comunes son aleaciones de cobalto, cromo, carbono,
acero, silicio y níquel. Se añaden también elementos con un radio atómico
grande como el tungsteno y el molibdeno para dar dureza a la estructura reticular.
También se realizan recubrimientos en los que el material de base y el de aporte
pertenecen a distintas categorías, aunque en estos casos las condiciones de proceso
son muy críticas para conseguir un enlace suficientemente fuerte.

#### Parámetros del proceso
- Gas de protección:

Se utiliza en caso de que el substrato base o el material de aporte sean susceptibles
de oxidación. El gas más utilizado es el argón aunque también se
puede emplear nitrógeno. Uno de los problemas más críticos en el proceso
son los descuidos a la hora de diseñar la geometría del aporte de material y
los sistemas de conducción de los gases de protección y transporte de polvo
de aporte.
- Superposición de cordones de recubrimiento:

Es crítico en caso de necesitar cubrir grandes superficies ya que optimiza la
velocidad de proceso.
- Precalentamiento:

Hay dos motivos principales para ello: Evitar el agrietamiento del recubrimiento
e incrementar la disolución del recubrimiento en el substrato por
motivos de composición. El precalentamiento se lleva a cabo en hornos y
permite utilizar como substrato muchas más aleaciones férreas que de no
realizarse. También se realiza un enfriamiento controlado de la pieza en caso
de riesgo de agrietamiento. Tratamiento térmico posterior:
Se hace necesario al depositar recubrimientos muy extensos y de espesor
considerable, en los que quedarán tensiones residuales.
- Tratamiento mecánico posterior:

Los recubrimientos pueden ser granallados tras la deposición para inducir
esfuerzos residuales de compresión y mejorar la resistencia a la fatiga. Tras
este tratamiento la pieza cumple prácticamente con las especificaciones dimensionales
y de rugosidad requeridas.
- Control adaptativo:

Se registran las señales de la zona de interacción láser-recubrimiento, de
las que se pueden obtener datos sobre los enlaces entre el recubrimiento
y la pieza, porosidad, dureza del recubrimiento, espesor y defectos en el
substrato.

#### Comparación con otras técnicas de recubrimiento
Ventajas del recubrimiento por láser:
- Baja aportación de energía y por tanto baja distorsión del componente, reduciendo la necesidad de tratamiento posterior de la pieza.

- Estricto control de la disolución permite ajustar la composición del recubrimiento.

- Alta calidad de recubrimiento, pocas imperfecciones y baja porosidad.

- Alta velocidad de enfriamiento, mejor refinamiento de grano.

- Gran precisión, tanto en el espesor como la geometría del recubrimiento

- Proceso susceptible de automatización.

- Gran flexibilidad, uso en piezas irregulares por dirección del haz mediante espejos o fibra óptica.

Desventajas del recubrimiento por láser:
- Coste de los equipos láser frente a las técnicas tradicionales de recubrimiento.

- Necesidad de personal altamente cualificado, elección adecuada del materialde recubrimiento.

#### Deposición por láser pulsado (PLD)
Método de fabricación de películas delgadas de materiales diversos. Consiste en la aplicación de pulsos cortos de alta energía sobre un material de aporte, generalmente cerámico, encerrado en una cámara de alto vacío. El material cerámico se desprende y deposita sobre un substrato recubriéndolo como una fina película. El número de pulsos se puede ajustar para conseguir distintos espesores de
material. En un caso ideal los pulsos del láser deberían tener una longitud de onda corta, es decir, en el espectro ultravioleta. Por lo tanto para estas aplicaciones se utiliza un láser excímero. Bastan pulsos de varios nanosegundos para un desprendimiento no térmico del material de aporte sin cambios en su composición. Es de gran interés especialmente en la fabricación de superconductores a alta temperatura y materiales magnéticos.
- Pulverización catódica (sputtering)
- Evaporación en vacío

### Técnicas químicas y electroquímicas
- Anodizado
- Recubrimiento por conversión
  - Anodizado
  - Chromate conversion coating
  - Oxidación electrolítica mediante plasma
  - Recubrimiento de fosfato
- Electroplateado
- Ion beam mixing
- Decapado y aceitado, un tipo de recubrimiento de placas de acero.
- Oxidación electrolítica mediante plasma
- Plateado
  - Electroless plating
  - Electroplateado
- Sol-gel

### Spray
- High velocity oxygen fuel (HVOF)
- Proyección térmica por plasma
- Proyección térmica

### Recubrimientos ópticos
- Recubrimiento Antireflectante
- Recubrimiento de espejo

### Otros
- Coating and printing processes
- Recubrimiento por inmersión
- Epitaxia (fase vapor, fase líquida)
- Esmalte
- Fusion bonded epoxy coating (FBE coating)
- Pintura
  - Enamel paint
  - Silicate mineral paint
- Recubrimiento por polimeros, como por ejemplo Teflón
- Powder coating
- Epitaxia mediante haz de moléculas
- Spin coating
- Agente de recubrimiento

Se pueden clasificar básicamente en dos tipos: chapas de madera y recubrimientos plásticos. Cuando se utilizan chapas de madera se habla de tableros rechapados y cuando se utilizan los recubrimientos plásticos se habla de tableros recubiertos.
Se pueden clasificar básicamente en tres tipos: revestimientos de hormigón, chapas de madera y recubrimientos plásticos. Cuando se utilizan chapas de madera se habla de tableros rechapados y cuando se utilizan los recubrimientos plásticos se habla de tableros recubiertos.
Los recubrimientos se emplean principalmente para el ennoblecimiento de los tableros de partículas y de fibras. Se deberían recubrir las dos caras del tablero con el mismo recubrimiento o con revestimientos de comportamiento similar para evitar que se produzcan descompensaciones en el tablero que puedan provocar su alabeo.